# Tsjasiv Jar
Tsjasiv Jar (Oekraïens: Часів Яр; Russisch Часов Яр, Tsjasov Jar) is een stad in de oblast Donetsk in Oekraïne. Tsjasiv Jar ligt 10 km ten westen van de stad Bachmoet en aan het Siversky Donets-Donbaskanaal.

## Geschiedenis
Tsjasiv Jar werd rond 1880 gesticht tijdens de bouw van fabrieken voor de productie van vuurvaste materialen. Sinds 1938 heeft Tsjasiv Jar de status van stad. Tijdens de Tweede Wereldoorlog werd de stad van oktober 1941 tot september 1943 bezet door nazi-troepen. Tijdens het Sovjettijdperk was Tsjasiv Jar een belangrijke plaats voor de winning van vuurklei en had het een van de grootste fabrieken voor vuurvaste materialen in de Sovjet-Unie.
Tijdens de Russische invasie van Oekraïne sinds 2022 werd de stad meermaals beschoten met artillerie en raketten. Het aantal inwoners zakte naar minder dan 1000 in het jaar 2024. Eind juli 2025 claimde Rusland de controle verkregen te hebben over de stad.

## Geboren
- Iosif Kobzon (1937-2018), Russisch zanger
- Antonina Jefremova (1981), Oekraïens sprintster